# Kakuna (Estland)
Kakuna is een plaats in de Estlandse gemeente Saaremaa, provincie Saaremaa. De plaats heeft de status van dorp (Estisch: küla).
De plaats viel tot in oktober 2017 onder de gemeente Pöide. In die maand werd Pöide bij de fusiegemeente Saaremaa gevoegd.

## Bevolking
Het dorp had 19 inwoners op 31 december 2011 en 11 inwoners op 31 december 2021.

## Ligging
De plaats ligt aan de baai Muraja laht aan de zuidkust van het eiland Saaremaa. Ten oosten van Kakuna ligt het schiereiland Kübassaare.

## Geschiedenis
Kakuna werd voor het eerst genoemd in 1645 als twee dorpen, Rotzekackena en Makackna, op het landgoed van Neuenhof (Uuemõisa). Beide dorpen werden bewoond door Zweden. In 1690 was er nog maar één dorp, dat werd bewoond door Esten. In 1798 heette het dorp Kokona.
Tussen 1977 en 1997 maakte Kakuna deel uit van het buurdorp Muraja.